# Батлер, Томас
Томас Батлер (англ. Thomas Butler) — британский полицейский и перетягиватель каната, серебряный призёр летних Олимпийских игр 1908.
На Играх 1908 в Лондоне Батлер участвовал в турнире по перетягиванию каната, в котором его команда заняла второе место.